# Ерік Гейл
Ерік Дж. Гейл (англ. Eric J. Gale; 20 вересня 1938, Бруклін, Нью-Йорк — 25 травня 1994, Баха-Каліфорнія, Мексика) — американський джазовий гітарист.

## Біографія
Народився 20 вересня 1938 року в Брукліні (штат Нью-Йорк). Працював деякий час хіміком перед тим, як почав музичну кар'єру на початку 1960-х років.
Самоук; перший досвід здобув, коли грав з ритм-енд-блюзовими гуртами. Записувався як сесійний музикант з Кінгом Кертісом (1963—70), Джонні Годжесом-Кларком Террі (1966), Джиммі Смітом (1967), Девідом «Фетгед» Ньюменом, Сонні Стіттом (1968); з Ньюменом, Монго Сантамарією, Аретою Франклін (1970). Працював штатним гітаристом лейблу CTI з 1970 року; записувався з Гровером Вашингтоном, мол., Стенлі Террентайном, Бобом Джеймсом та іншими (1971—77).
Записав дебютний альбом як лідер на лейблі Kudu у 1973 році. Мешкав деякий час на Ямайці, потім грав у ритм-енд-блюзовому гурті Stuff (1975). У 1982 році створив власний гурт.
Помер від раку 25 травня 1994 року в Баха-Каліфорнії (Мексика) у віці 55 років.

## Дискографія
- Forecast (Kudu, 1973)
- Ginseng Woman (Columbia, 1977)
- Multiplication (Columbia, 1978)
- Part of You (Columbia, 1979)
- Touch of Silk (Columbia, 1980)